# Kiekko-67 Turku
Le Kiekko-67 Turku est un club de hockey sur glace de Turku en Finlande. Il évolue en 2. Divisioona, le quatrième échelon finlandais.

## Historique
Le club est créé en 1967.
L'équipe a passé 12 saisons dans le championnat de Finlande de hockey sur glace D2, mais en 1970-1971 il participe avec la ligue du SM-Sarja.